# Lagenaria abyssinica
Lagenaria abyssinica är en gurkväxtart som först beskrevs av Joseph Dalton Hooker, och fick sitt nu gällande namn av Charles Jeffrey. Lagenaria abyssinica ingår i Flaskkurbitssläktet som ingår i familjen gurkväxter. Inga underarter finns listade i Catalogue of Life.